# بابینو (برانه)
بابینو (به لاتین: Babino) یک منطقهٔ مسکونی در مونته‌نگرو است که در شهرداری برانه واقع شده‌است. بابینو ۴۱۳ نفر جمعیت دارد.